# Morar Cantonment
Morar Cantonment è una suddivisione dell'India, classificata come cantonment board, di 38.881 abitanti, situata nel distretto di Gwalior, nello stato federato del Madhya Pradesh. In base al numero di abitanti la città rientra nella classe III (da 20.000 a 49.999 persone).

## Geografia fisica
La città è situata a 26° 13' 34 N e 78° 13' 34 E e ha un'altitudine di 194 m s.l.m..

## Società

### Evoluzione demografica
Al censimento del 2001 la popolazione di Morar Cantonment assommava a 38.881 persone, delle quali 22.904 maschi e 15.977 femmine. I bambini di età inferiore o uguale ai sei anni assommavano a 5.805, dei quali 3.189 maschi e 2.616 femmine. Infine, coloro che erano in grado di saper almeno leggere e scrivere erano 26.211, dei quali 17.629 maschi e 8.582 femmine.